# Gerhard Kuske
Gerhard Kuske (* 22. August 1911 in Sagan; † 16. März 2001) war ein hessischer Politiker (GB/BHE) und Abgeordneter des Hessischen Landtags.

## Ausbildung und Beruf
Gerhard Kuske machte nach dem Abschluss der Volksschule und der Handelsschule eine technische Lehre. Anschließend arbeitete er als Techniker in einem vermessungstechnischen Büro und ab 1936 als Vorsteher dieses Büros. 1939 bis 1945 leistete er Kriegsdienst und war 1945 bis 1948 in Kriegsgefangenschaft. Seit 1948 war er Vermessungstechniker im Katasteramt Hofgeismar. 

## Politik
Gerhard Kuske beantragte am 6. Mai 1941 die Aufnahme in die NSDAP und wurde zum 1. Juli desselben Jahres aufgenommen (Mitgliedsnummer 8.890.326).
Gerhard Kuske war Mitglied des Gesamtdeutschen Blocks/Bund der Heimatvertriebenen und Entrechteten (GB/BHE) und in seiner Partei Mitglied des Landesvorstandes sowie Bezirksvorsitzender Hessen-Nord. Durch die Fusion des GB/BHE mit der Deutschen Partei (DP) wurde er 1960 Mitglied der Gesamtdeutschen Partei (GDP).
Ab 1956 war er kommunalpolitisch als Kreisbeigeordneter und stellvertretender Stadtverordnetenvorsteher aktiv. Vom 1. September 1966 bis zum 31. August 1976 war er Bürgermeister von Hofgeismar.
Vom 6. Dezember 1959, als er für Gustav Hacker nachrückte, bis zum 30. November 1962 und vom 10. November 1964, als er erneut Hacker nachfolgte, bis zum 30. November 1966 gehörte er dem Hessischen Landtag an. 1959 war er Mitglied der 3. Bundesversammlung.

## Sonstige Ämter
Gerhard Kuske war seit 1948 Mitarbeiter im Bund der vertriebenen Deutschen (BvD) und Kreisvorsitzender der Landsmannschaft Schlesien.